# Georg Wulf
Georg Wulf (17. května 1895, Brémy – 29. září 1927, tamtéž) byl německý průkopník letectví.

## Život
Georg Wulf byl synem nižšího celního úředníka. Po základní škole pokračoval ve vzdělání na Oberrealschule an der Dechanatstraße v Brémách.
V roce 1910 postavil Henrich Focke s podporou svého bratra Wilhelma jednoduché letadlo z bambusu a ocelových trubek, typu kachna s motorem o výkonu osm koňských sil. První pokusy o start na brémském vojenském cvičišti sice nebyly úspěšné, zato vzbudily zájem o pět let mladšího leteckého nadšence Georga Wulfa. Ten nabídl Fockemu svou spolupráci.
Wulf byl takovým leteckým nadšencem, že opustil školu ještě před maturitou a raději se věnoval amatérské stavbě letadel. Wulf a Focke se už od roku 1911 zabývali plány na stavbu letadel, avšak byli omezováni skromnými prostředky. Přesto o rok později postavili první letuschopný jednoplošník, se kterým také Wulf vzlétl.
Po první světové válce se v Německu v důsledku Versailleské smlouvy nesměla stavět žádná letadla, a tak dvojice pokračovala tajně ve sklepě tehdejšího Zemského muzea historie umění (založeného Fockeho otcem). V roce 1924 založili Henrich Focke a Georg Wulf firmu Focke-Wulf Flugzeugbau AG. Wulf byl technickým ředitelem a zkušebním pilotem v jedné osobě.
Postavili lehký jednoplošník podle své původní studie, se kterým v listopadu 1921 Wulf poprvé vzlétl. Následovaly dva typy označené Möwe (Racek) a Ente (Kachna).
Při testovacím letu na jednom z prototypů F 19 Ente 29. září 1927 se Wulf při havárii smrtelně zranil.
Je pohřben na hřbitově v brémské místní části Osterholz.